# Anna Alminowa
Anna Aleksandrowna Alminowa (ros. Анна Александровна Альминова; ur. 17 stycznia 1985 w Kirowie) – rosyjska lekkoatletka, specjalistka od biegów średnich i długich.
Zajęła 7. miejsce w halowych mistrzostwach świata (bieg na 1500 m, Doha 2010) jednak jej wynik został anulowany z powodu wykrycia u zawodniczki niedozwolonego dopingu (pseudoafedryny). Oprócz anulowania jej wyniku, Rosjanka została zawieszona na 3 miesiące (9.04.2010 – 8.07.2010).

## Osiągnięcia
- 5. miejsce podczas Mistrzostw Świata Juniorów Młodszych (bieg na 800 m, Debreczyn 2001)
- srebrny medal Mistrzostw Świata Juniorów w Lekkoatletyce (bieg na 1500 m, Grosseto 2004)
- 11. miejsce[1] na Igrzyskach olimpijskich (bieg na 1500 m, Pekin 2008)
- złoto Halowych Mistrzostw Europy (bieg na 1500 m, Turyn 2009)
- 6. miejsce w mistrzostwach Europy (bieg na 1500 m, Barcelona 2010)
- wielokrotna złota medalistka mistrzostw Rosji

## Rekordy życiowe
- bieg na 800 m – 1:57,86 (2009)
- bieg na 1500 m – 3:57,65 (2010)
- bieg na milę – 4:20,86 (2007)
- bieg na 1000 m (hala) – 2:34,30 (2009) 9. wynik w historii światowej lekkoatletyki
- bieg na 1500 m (hala) – 4:02,23 (2009)
- bieg na 3000 m (hala) – 8:28,49 (2007) 6. wyniki w historii światowej lekkoatletyki